# Laphria lateralis
Laphria lateralis är en tvåvingeart som beskrevs av Fabricius 1805. Laphria lateralis ingår i släktet Laphria och familjen rovflugor. Inga underarter finns listade i Catalogue of Life.